# Božena Kocinová
Božena Kocinová (* 10. dubna 1925) byla česká a československá politička a bezpartijní poslankyně Sněmovny národů Federálního shromáždění za normalizace.

## Biografie
K roku 1971 a 1976 se profesně uvádí jako zámečnice. Pracovala v podniku Avia Praha-Letňany.
Ve volbách roku 1971 zasedla do české části Sněmovny národů (volební obvod č. 7 - Praha 8-Praha 9, hlavní město Praha). Mandát obhájila ve volbách roku 1976, volbách roku 1981 a volbách roku 1986. Ve FS setrvala do konce funkčního období, tedy do svobodných voleb roku 1990. Netýkal se jí proces kooptace do Federálního shromáždění po sametové revoluci.